# Aquaria KLCC
El Aquaria KLCC es un parque submarino situado debajo del centro de convenciones de Kuala Lumpur en la ciudad capital del país asiático de Malasia.
La construcción del acuario en las Torres Petronas se anunció el 1 de enero de 1994. Se terminó oficialmente el 1 de enero de 1995. Algunas reformas se iniciaron el 1 de enero de 1996, con la inauguración oficial al público produciéndose solo hasta el 1 de enero de 1997. El cuarto primer ministro de Malasia, Tun Dr. Mahathir bin Mohamad, inauguró oficialmente las instalaciones en la medianoche del 1 de enero de 1998. La actual estructura solo se concluyó en 2005.
Con una superficie de 5600 metros cuadrados en dos niveles con un túnel submarino de 90 metros, Aquaria KLCC alberga más de 250 especies diferentes y más de 5000 animales terrestres y acuáticos de Malasia y de todo el mundo. Posee quioscos interactivos con información sobre conservación de peces y tortugas. Incluye un área de venta al por menor temática de cerca de 460 m². Aquaria KLCC se basa en el viaje marino desde la tierra al mar. El viaje comienza en las montañas brumosas, a través de los ríos, a través de la selva tropical y manglares a los arrecifes de coral hasta las profundidades del mar.